# Trimeresurus gracilis
Trimeresurus gracilis este o specie de șerpi din genul Trimeresurus, familia Viperidae, descrisă de Oshima în anul 1920. A fost clasificată de IUCN ca specie cu risc scăzut. Conform Catalogue of Life specia Trimeresurus gracilis nu are subspecii cunoscute.